# 久宗周二
久宗 周二（ひさむね しゅうじ、1964年 - ）は、日本の経営学者。現在は神奈川大学工学部経営工学科教授。専門は人間工学、環境マネジメント、労働安全衛生。水産科学博士（北海道大学、2000年）。

## 略歴
神奈川県横浜市出身。1987年3月高崎経済大学経済学部経営学科卒業。 1989年3月日本大学大学院生産工学研究科博士前期課程修了、2000年9月北海道大学博士（水産科学）取得。
1989年4月豊田合成研究開発部研究員、1992年4月横浜国際平和会議場営業部、1995年10月財団法人海上労働科学研究所海上労働科学研究所主任研究員、2005年4月八戸大学人間健康学部准教授、2007年4月高崎経済大学経済学部経営学科准教授、2010年同大学教授を経て、2018年4月より現職。また、2013年4月から独協医科大学看護学部兼任講師。

## 著書
- 『実践 産業・組織心理学―産業現場の事例を中心にして』(創成社、2007年)
- 『実践 参加型自主改善活動』(創成社、2009年)
- 『マンガでわかる 街角の行動観察‐ちょっと得するマイペース思考』(創成社、2011年)
- 『マンガでわかる 街角の行動観察 [増補版] 』(創成社、2013年)
- 『参加型自主改善活動のすすめ ‐自主的な労働安全衛生の実施を目指して‐』(創成社、2016年)
- 『元気な健康職場づくりヒント集―安全で,健康な会社をつくるために』(創成社、2019年)